# All Out (2019)
All Out е първото pay-per-view шоу от поредицата AEW All Out, продуцирано от американската кеч федерация All Elite Wrestling (AEW). Провежда се в събота, 31 август 2019 г. в Sears Centre Arena в чикагското предградие Хофман Естейтс, Илинойс.

## Обща информация
Шоуто се счита за духовно продължение на независимо продуцираното All In, проведено през септември 2018 г. на същото място, което е катализатор за формирането на AEW през януари 2019 г. Шоуто е излъчено чрез традиционните PPV канали, както и по B/R Live в Северна Америка и FITE TV в международен план.
Наречено е All Out, тъй като името All In е собственост на Ring of Honor (ROH) по това време и президентът на AEW Тони Хан иска да избегне съдебно дело – Хан по-късно закупува ROH през март 2022 г.
All Out е придружено от Starrcast III, който се провежда през същия уикенд. Билетите за шоуто са разпродадени за 15 минути. На 12 август е обявено, че събитието ще бъде достъпно за закупуване в Обединеното кралство през ITV Box Office и едночасовото предварително шоу Buy In ще бъде излъчено на живо по ITV4. На 27 август Cracker Barrel Old Country Store е обявен за основен спонсор на един от мачовете.
Както е разкрито в уеб видео, публикувано от главния бранд директор на AEW Бранди Роудс на 19 юни 2019 г., коланът на Световната титла при жените на AEW ще бъде представен на All Out. Роудс не разкрива никакви подробности за това кога или как ще бъде определена първата шампионка. На 30 август, ден преди All Out, TNT излъчва едночасово специално телевизионно предаване, наречено Countdown to All Out, което е гледано от 390 000 души, което популяризира гледането на All Out чрез B/R Live.
На шоуто са оспорвани десет мача, включително два предварителни. В главния мач Крис Джерико побеждава Адам Пейдж и става първият Световен шампион на AEW. В други важни мачове Lucha Brothers (Пентагон джуниър и Рей Финикс) побеждават Йънг Бъкс (Мат Джаксън и Ник Джаксън) в мач със стълби, за да запазят Световните отборни титли на AAA, Коуди Роудс побеждава Шон Спиърс, а Пак побеждава Кени Омега със спиране от съдията. Световният шампионски пояс на AEW при жените също е разкрита, а Найла Роуз и Рихо, които печелят съответните си мачове, ще се изправят една срещу друга за титлата в премиерния епизод на AEW Dynamite на 2 октомври 2019 г.
Шоуто добива положителни отзиви от критиците, като най-много похвали са отдадени на мача със стълби.

## Резултати
| Роля                 | Име                            |
| -------------------- | ------------------------------ |
| Коментатори          | Джим Рос (PPV)                 |
| Коментатори          | Екскалибур (Преди шоуто + PPV) |
| Коментатори          | Голдънбой (Преди шоуто + PPV)  |
| Испански коментатори | Алекс Абрахантес               |
| Испански коментатори | Даша Курет                     |
| Испански коментатори | Уго Савинович                  |
| Конферансие          | Джъстин Робъртс                |
| Съдии                | Обри Едуардс                   |
| Съдии                | Брайс Ремсбърг                 |
| Съдии                | Ърл Хебнър                     |
| Съдии                | Пол Търнър                     |
| Съдии                | Рик Нокс                       |
| Интервюиращ          | Джен Декър                     |

| №                                                                                     | Резултати | Правила | Време |
| ------------------------------------------------------------------------------------- | --- | --- | ----- |
| 1П                                                                                    | Найла Роуз последна елиминира Брит Бейкър                                                                                         | Казино Кралска битка с 21 души Победителката ще се изправи срещу победителката от Рихо срещу Хикару Шида за дебютната Световна титла при жените на AEW в премиерния епизод на Dynamite | 20:35 |
| 2П                                                                                    | Private Party (Айсая Касиди и Марк Куин) поб. Анхелико и Джак Евънс                                                               | Отборен мач | 11:35 |
| 3                                                                                     | SoCal Uncensored (Кристофър Даниелс, Франки Казариан и Скорпио Скай) поб. Джурасик Експрес (Джънгъл Бой, Лучазоръс и Марко Стънт) | Отборен мач с шест човека | 11:45 |
| 4                                                                                     | Пак поб. Кени Омега чрез техническо предаване                                                                                     | Индивидуален мач | 23:20 |
| 5                                                                                     | Джими Хавък поб. Дарби Алин и Джоуи Джанела                                                                                       | Троен хардкор мач | 15:00 |
| 6                                                                                     | The Dark Order (Ивъл Уно и Стю Грейсън) поб. Best Friends (Чък Тейлър и Трент Берета)                                             | Отборен мач за прескачане на първи кръг в турнира за Световните отборни титли на AEW                                                                                                   | 13:40 |
| 7                                                                                     | Рихо поб. Хикару Шида | Индивидуален мач Победителката ще се изправи срещу Найла Роуз (Победителка от Казино Кралската битка) за дебютната Световна титла при жените на AEW в премиерния епизод на Dynamite    | 13:35 |
| 8                                                                                     | Коуди Роудс (с Максуел Джейкъб Фридман) поб. Шон Спиърс (с Тъли Бланчард)                                                         | Индивидуален мач | 16:20 |
| 9                                                                                     | Lucha Brothers (Пентагон джуниър и Рей Финикс) (ш) поб. Йънг Бъкс (Мат Джаксън и Ник Джаксън)                                     | Ескалера Де Ла Муерте за Световните отборни титли на AAA | 24:10 |
| 10                                                                                    | Крис Джерико поб. Адам Пейдж | Индивидуален мач за дебютната Световна титла на AEW | 26:25 |
| - (ш) – указва шампиона/шампионите в мача - П – показва, че мача се случи преди шоуто | | |       |

### Казино Кралска битка
Петима кечисти започват на ринга. На всеки три минути влизат по още петима. 21-ят и последен участник влиза сам в мача.
| Роля   | Влиза             | Ред на елиминиране | Елиминиран от                     | Елиминирани |
| ------ | ----------------- | ------------------ | --------------------------------- | ----------- |
| Спатия | Шаландра Роял     | 1                  | Найла Роуз                        | 0           |
| Спатия | Лева Бейтс        | 4                  | Найла Роуз                        | 0           |
| Спатия | Фаби Апачи        | 2                  | Найла Роуз                        | 0           |
| Спатия | Присила Кели      | 3                  | Найла Роуз                        | 0           |
| Спатия | Найла Роуз        | -                  | Победител                         | 10          |
| Каро   | Пенелопе Форд     | 7                  | Найла Роуз                        | 0           |
| Каро   | Шаза Маккендзи    | 5                  | Брит Бейкър                       | 0           |
| Каро   | Сади Гибс         | 17                 | Беа Прийстли                      | 1           |
| Каро   | Биг Суол          | 6                  | Найла Роуз                        | 0           |
| Каро   | Брит Бейкър       | 20                 | Беа Прийстли и Найла Роуз         | 5           |
| Купа   | Тенил Дашууд      | 8                  | Оусъм Конг                        | 0           |
| Купа   | Ивелис            | 9                  | Оусъм Конг                        | 0           |
| Купа   | Беа Прийстли      | 19                 | Брит Бейкър                       | 3           |
| Купа   | Бранди Роудс      | 15                 | Брит Бейкър и Али                 | 0           |
| Купа   | Оусъм Конг        | 12                 | Беа Прийстли, Сади Гибс и О Ди Би | 2           |
| Пика   | Али               | 16                 | Найла Роуз                        | 1           |
| Пика   | Никол Савой       | 10                 | Найла Роуз                        | 0           |
| Пика   | Тийл Пайпър       | 11                 | О Ди Би                           | 0           |
| Пика   | О Ди Би           | 14                 | Брит Бейкър                       | 2           |
| Пика   | Джаз              | 13                 | Найла Роуз                        | 0           |
| Жокер  | Мерседес Мартинес | 18                 | Брит Бейкър                       | 0           |

1Прийстли вече е елиминирана, когато елиминира Бейкър.

## Билети и покупки
All Out, който има разпродадени 10 500 места в Sears Center, шокиращо се разпродава по-бързо от всяко друго кеч шоу, проведено в Северна Америка. Според журналиста Дейв Мелцър, първоначалният брой на американските телевизионни покупки за All Out е приблизително 28 000. В сравнение с Double or Nothing, All Out има по-малко покупки чрез pay-per-view, повече чрез B/R Live и повече в ITV в Обединеното кралство. Мелцър изчислява, че общо около 100 000 души са платили, за да гледат шоуто, което „показва издръжливост“ и е по-добро число от която и да е американска кеч компания в исторически план, различна от WWE/WWF и WCW, заявявайки, че няколко други компании са се справили по-зле, въпреки че имат телевизионни шоута, рекламиращи техния продукт, за разлика от AEW.

## Отзиви
All Out получава почти критично признание. Дейв Мелцър от бюлетина на Wrestling Observer коментира All Out като „страхотно“: „атмосферата беше невероятна“ и „усещане за история“ за това шоу, което изпреварва All In и Double or Nothing. Според него, AEW е „зареден с талант“ (включително недооценени като Джак Еванс и Скорпио Скай) и „екшънът и оформлението във всеки мач са силни“. Освен това, той отбелязва, че Лучазоръс е бил особено популярен сред публиката на живо за своите акробатики, които са били обезкуражени от предишната му компания WWE.
Джъстин Барасо от Sports Illustrated пише, че с All Out „AEW изпълни мисията си да предостави ангажираща алтернатива“ на WWE. Барасо чувства, че изборът на Джерико за шампион на AEW предизвиква „интерес и очакване за дебюта по TNT на 2 октомври по начини, по които Пейдж просто не може“. Барасо критикува загубата на Омега от Пак като „особен начин да се представи една от най-големите звезди в кеча“, като се има предвид по-ранната загуба на Омега в AEW от Джерико и Барасо прогнозира, че Омега по-късно ще загуби от Джон Моксли в AEW. Женската дивизия започва да показва „яснота“, като Барасо смята, че „Рихо ще бъде добър градивен елемент за дивизията като първа шампионка“. „Атлетизмът, корекциите и атаката“ на мача със стълби са подчертани като „зрелищни“.

## Последици
Два дни след шоуто полицейското управление на Талахаси съобщава, че коланът на Световната титла на AEW е легитимно откраднат от лимузината на Крис Джерико, докато той вечеря в ресторант LongHorn Steakhouse. На следващия ден Джерико стартира "световно разследване" на своя акаунт в Instagram и на всички акаунти в социалните мрежи на AEW. В сряда обаче полицията в Талахаси потвърждава, че е върнала шампионския колан, публикувайки снимка във Facebook на един от техните служители, държащ титлата. След това Джерико трябва да защитава титлата срещу Коуди Роудс на Full Gear поради мястото на Коуди в класацията за победи/загуби/равни мачове.
На 4 септември първоначално планираният мач на Кени Омега и Джон Моксли за All Out е пренасрочен за Full Gear.
По време на интервюто на Адам Пейдж след шоуто, той е прекъснат от Пак, който казва, че се е върнал в AEW, за да отмъсти на Пейдж. Тогава мач между двамата е насрочен за дебютния епизод на новото седмично шоу AEW Dynamite на 2 октомври; мач, който първоначално е планиран за Double or Nothing.
През ноември 2020 г. президентът и главен изпълнителен директор на AEW Тони Хан посочва All Out като едно от „Големите четири“ PPV на AEW, което включва Double or Nothing, Full Gear и Revolution, техните четири най-големи местни предавания, произвеждани на тримесечие. Дебютното All Out е второто от тях.